# Liste der Mitglieder des Gesetzgebenden Körpers der Freien Stadt Frankfurt 1853
Diese Liste enthält die Mitglieder des Gesetzgebenden Körpers der Freien Stadt Frankfurt im Jahr 1853.

## Vorbemerkung
Mit der Konstitutionsergänzungsakte, der Verfassung der Freien Stadt Frankfurt von 1816, wurde der Gesetzgebende Körper eingerichtet. Gemäß Art. 9 bestand er aus 85 Mitgliedern, darunter
- 20 Mitgliedern, die vom Senat der Freien Stadt Frankfurt aus seiner Mitte gewählt wurden (gekennzeichnet als "Schöff" = 1. Bank des Senats oder "Senator" = 2. Bank des Senats oder "Rathsverwandte" = 3. Bank des Senats)
- 20 Mitgliedern, die von der Ständigen Bürgerrepräsentation aus ihrer Mitte gewählt wurden (gekennzeichnet als "SBR")
- 45 Mitgliedern, die in indirekter Wahl von den Bürgern bestimmt wurden (gekennzeichnet als "Gewählt")
- 11 Mitgliedern, die von den Landgemeinden bestimmt wurden, aber nur bei Angelegenheiten Stimmrecht hatten, die die Landgemeinden betraf (gekennzeichnet als "Dorf")

## Präsidium
- Präsident: Senator Georg Wilhelm Hessenberg
- Erster Vizepräsident: Eduard Franz Souchay
- Zweiter Vizepräsident: Josef Anton Franz Bolongaro
- Protokollführender Sekretär: Joseph Aloys Renner
- Sekretär: Johann Anselm Friedrich Fester
- Sekretär: Isaak Reiss
- Sekretär: Johann Friedrich Mack

## Mitglieder
| Name                                         | Woher                  | Stand                                                                                         |
| -------------------------------------------- | ---------------------- | --------------------------------------------------------------------------------------------- |
| Johann Heinrich de Bary-Gontard              | gewählt                | Handelsmann                                                                                   |
| Georg Christoph Binding                      | SBR                    | Advokat, Dr. jur.                                                                             |
| Ernst Andreas Blum                           | SBR                    | Dr. jur.                                                                                      |
| Franz Josef Böhm-Osterrieth                  | SBR                    | Handelsmann                                                                                   |
| Peter Franz Bohrer                           | gewählt                | Bierbrauermeister                                                                             |
| Josef Anton Franz Bolongaro                  | SBR                    | Handelsmann                                                                                   |
| Anton Burkard                                | Gewählt                | Fiscal                                                                                        |
| Georg Wilhelm Clarus                         | Senator                |                                                                                               |
| Ludwig Carl Emil Coester                     | Schöff                 |                                                                                               |
| Johann Jacob Cornill                         | SBR                    |                                                                                               |
| Carl Diehl                                   | Schöff                 |                                                                                               |
| Johann Caspar Joseph Einbigler               | SBR                    |                                                                                               |
| Philipp Jacob Enders                         | gewählt                | Handelsmann                                                                                   |
| Georg Heinrich Engelhard                     | gewählt                | Apotheker                                                                                     |
| Conrad Friedrich Euler                       | Dorf (Hausen)          | Schultheiß                                                                                    |
| Johann Anselm Friedrich Fester               | gewählt                | Advokat und Notar                                                                             |
| Georg Finger                                 | Rathsverwandte         |                                                                                               |
| Joseph Anton Wolfgang Forsboom               | gewählt                | Handelsmann                                                                                   |
| Carl Ludwig Franck                           | gewählt                | Sattlermeister                                                                                |
| Philipp Jacob Frieß                          | Rathsverwandte         |                                                                                               |
| Heinrich Greif                               | Dorf (Niederursel)     |                                                                                               |
| Johann Georg Grötzinger                      | gewählt                | Bäckermeister                                                                                 |
| Friedrich Carl Hector Wilhelm von Günderrode | Schöff                 |                                                                                               |
| Philipp Friedrich Gwinner                    | Schöff                 |                                                                                               |
| Conrad Hieronymus Häberlin                   | SBR                    |                                                                                               |
| Johann Friedrich Hammeran                    | SBR                    |                                                                                               |
| Eduard Ludwig von Harnier                    | Schöff                 |                                                                                               |
| Johann Georg Hayn                            | Gewählt                | Handelsmann                                                                                   |
| Christian Friedrich Held                     | Gewählt                | Handelsmann                                                                                   |
| Johann Gerhard Henrich                       | Gewählt                | Bierbrauermeister                                                                             |
| Georg Wilhelm Hessenberg                     | Senator                |                                                                                               |
| Georg Ferdinand Hetzler                      | SBR                    |                                                                                               |
| Carl Heinrich Georg von Heyden               | Schöff                 |                                                                                               |
| Johann Heinrich Hoffmann                     | SBR                    | Handelsmann                                                                                   |
| Carl Wilhelm Jost                            | Gewählt                | Goldarbeiter                                                                                  |
| Friedrich Siegmund Jucho                     | Gewählt                | Advokat und Notar                                                                             |
| Wilhelm Jacob Ludwig Christian Jünger        | Gewählt                | Tapezierer                                                                                    |
| Philipp Jacob Kalb                           | Rathsverwandte         |                                                                                               |
| Johann Jacob Conrad Kloß                     | Senator                | Dr. jur. (wurde jüngerer Bürgermeister und schied damit aus. Nachfolger wurde Senator Nestle) |
| Johann Cristian Carl Knoblauch               | SBR                    |                                                                                               |
| Conrad Knüdel                                | Dorf (Niederrad)       | 1. Beigeordneter                                                                              |
| Johann Theobald Körber                       | Gewählt                | Zimmermeister                                                                                 |
| Maximilian Körner                            | Senator                | Dr. jur.                                                                                      |
| Johann Adam Lang                             | Dorf (Niederrad)       | Schultheiß                                                                                    |
| Johann Gerhard Christian Lindheimer          | Gewählt                | Handelsmann                                                                                   |
| Johann Balthasar Lorey                       | Gewählt                | Dr. med.                                                                                      |
| Johann Friedrich Mack                        | Gewählt                | Schlossermeister                                                                              |
| Johann Michael Mappes                        | Gewählt                | Dr. med.                                                                                      |
| Jacob Joseph Anton Matti                     | Gewählt                | Advokat, Dr. jur.                                                                             |
| Carl Eduard Meyer                            | SBR                    |                                                                                               |
| Johann Wilhelm Meyer                         | SBR                    |                                                                                               |
| Jacob von Moers-Bernay                       | Gewählt                | Handelsmann                                                                                   |
| Samuel Gottlieb Müller                       | Schöff                 | Dr.                                                                                           |
| Johann Adam Ohlenschlager                    | SBR                    | Dr. jur.                                                                                      |
| Johann Philipp Ohlenschlager                 | Gewählt                | Fischermeister                                                                                |
| Anton Heinrich Emil von Oven                 | Gewählt                | Landamtmann (wurde am 2. Dezember 1852 zum Senator gewählt und schied damit aus)              |
| Friedrich Ernst Parrot                       | Gewählt                | Handelsmann                                                                                   |
| Thomas Petermann                             | Dorf (Bornheim)        | Schultheiß in Bornheim                                                                        |
| Friedrich Pfeffel                            | Gewählt                | Handelsmann                                                                                   |
| Johann Friedrich Quilling                    | Gewählt                | Handelsmann                                                                                   |
| Philipp Rach                                 | Dorf (Dortelweil)      | Schultheiß in Dortelweil                                                                      |
| Christan August Rasor                        | Gewählt                | Handelsmann                                                                                   |
| Friedrich Bernhard Raussenberger             | Gewählt                | Schuhmachermeister                                                                            |
| Johann Peter Reiffenstein                    | Gewählt                | Weißbindermeister                                                                             |
| Isaak Reiss                                  | Gewählt                | Advokat, Dr. jur.                                                                             |
| Joseph Aloys Renner                          | Gewählt                | Advokat, Dr. jur.                                                                             |
| Georg Reuss                                  | Dorf (Bonames)         |                                                                                               |
| Johann Conrad Reuß                           | SBR                    | Obrist                                                                                        |
| Johann Leonhard Reuß                         | Schöff                 |                                                                                               |
| Johann Riese                                 | SBR                    |                                                                                               |
| Franz Wilhelm Rühl                           | Dorf (Bornheim)        | 1. Beigeordneter in Bornheim                                                                  |
| Johann Heinrich Rumbler                      | Gewählt                | Gärtnermeister                                                                                |
| Friedrich Schäfer                            | Gewählt                | Sattlermeister                                                                                |
| Johann Daniel Schäffer                       | SBR                    |                                                                                               |
| Philipp Schäfer                              | Dorf (Niederrad)       |                                                                                               |
| Johann Ludwig Schaffner                      | SBR                    |                                                                                               |
| Julius August Scharff                        | Gewählt                | Advokat, Dr. jur.                                                                             |
| Carl Eduard Schlamp                          | Gewählt                | Bäckermeister                                                                                 |
| Johann Friedrich Philipp Middleton Schlemmer | Gewählt                | Advokat                                                                                       |
| Adolph Moritz Schmidt-Holtzmann              | Gewählt                | Advokat, Dr. jur.                                                                             |
| Ludwig Daniel Philipp Schmidt-Rumpf          | Gewählt                | Tapezierer                                                                                    |
| Philipp Friedrich Schulin                    | Schöff                 |                                                                                               |
| Carl Franz von Schweitzer                    | Schöff                 |                                                                                               |
| Georg Christoph Friedrich Siebert            | Senator                |                                                                                               |
| Eduard Franz Souchay                         | Gewählt                |                                                                                               |
| Johann Maximilian Spicharz                   | Dorf (Oberrad)         | Schultheiß in Oberrad                                                                         |
| Gustav Adolph Spiess                         | Gewählt                | Arzt, Dr. med.                                                                                |
| Philipp Ernst Stourzh                        | SBR                    | Handelsmann                                                                                   |
| Ferdinand Ludwig Streng                      | Rathsverwandte         | Handelsmann                                                                                   |
| Johann Friedrich Suchsland                   | Gewählt                | Buchhändler                                                                                   |
| Johann Albrecht Varrentrapp                  | Gewählt                | Handelsmann                                                                                   |
| Georg Varrentrapp                            | Gewählt                | Dr. med.                                                                                      |
| Gottfried Jacob Alexander Wagner-Lindheimer  | Gewählt                | Handelsmann                                                                                   |
| Nicolaus Wolf                                | Dorf (Niedererlenbach) |                                                                                               |
| Friedrich Ernst Wülker                       | Rathsverwandte         |                                                                                               |
| Georg Albrecht Zipf                          | Gewählt                | Handelsmann                                                                                   |